# 托马什·巴贝克
托马什·巴贝克（捷克語：Tomáš Bábek，1987年6月4日—）是一名捷克男子业余场地自行车运动员。他曾于2008年代表捷克参加北京奥运会，并于同年在波兰普鲁斯科夫进行的欧洲锦标赛上赢得1公里计时赛的铜牌。